# عشيقة فيتغنشتاين
عشيقة فيتغنشتاين (بالإنجليزية: Wittgenstein's Mistress)‏ هي رواية تجريبية منمقة للغاية من تأليف ديفيد ماركسون، بأسلوب مشابه لأسلوب الكاتب الأيرلندي صمويل بيكيت. تحتوي الرواية على سلسلة من الأقاويل المكتوبة بصفة المتكلم؛ وبطلة الرواية هي امرأة تُدعى كيت، وهي تعتقد أنها آخر إنسان على وجه الأرض. ورغم أن أقوايلها تتنقل بسرعة من موضوع إلى آخر، إلا أنها تكرر ذات المواضيع عادةً، وفي أغلب الأوقات تخص بالإشارة رموز الحضارة الغربية بدءًا من زينون مرورًا ببيتهوفن وانتهاءً بفيليم دي كوننغ. ومن المتوقع أن يلاحظ القراء المطلعون على أعمال لودفيغ فيتغنشتاين التشابهات الواضحة في الأسلوب بين تلك الرواية وبين كتاب «Tractatus Logico-Philosophicus» من تأليف فيتغنشتاين.
ورغم أنه قد رُفضت مخطوطة ماركسون الأصلية أربعة وخمسون مرة من قبل الناشرين، لكن كتابه لاقى استحسان النقاد بعدما نُشر في النهاية عام 1988 من قبل دار «Dalkey Archive Press». ونخص بالذكر صحيفة نيويورك للكتاب، والتي مدحته لكونه «يواجه المعضلات الفلسفية الشائكة بذكاء حاد». وبعد عقد من الزمان، وصفها الكاتب ديفيد فوستر والاس بكونها «ذروة الخيال التجريبي في هذه البلد» وذلك في مقالة على صحيفة Salon بعنوان «5 مقالات أمريكية منذ عام 1960 تفتقر إلى الاستحسان بشدة». ثم كتب والاس مقالة مطولة مفصلة ليصف فيها علاقة تلك الرواية بالكاتب فيتغنشتاين بعنوان «الجمع الخالي: عشيقة فيتغنشتاين لديفيد ماركسون» على مجلة «استعراض الخيال المعاصر» (Review of Contemporary Fiction) إصدار عام 1990. وفي عام 2012، تمت إضافة تلك المقالة إلى الرواية كخاتمة.

## التلميحات
تحتوي الرواية على كمية غزيرة من التلميحات، والإشارات، والمقارنات التي تخص عدة رموز وشخصيات بعينها بدءًا من العنوان نفسه. ومن بين تلك الشخصيات على سبيل المثال لا الحصر هي: فينسنت فان غوخ، ويليام جاديس، لودفيغ فيتغنشتاين، هيلين، أخيل، ويليام شيكسبير، ويوهان برامس. ومعظم هؤلاء يلعبون دورًا في تكوين سمات الرواية، وبالتحديد فيما يخص اللغة والذاكرة، إلى جانب توازي حياة بعض هذه الشخصيات بحياة الراوية كيت، وبالأخص هيلين من إلياذة هوميروس.

## السمات
تستقصي الرواية عدة سمات ومواضيع، ونخص بالذكر الذاكرة، واللغة، والوحدة. فقصور الذاكرة البشرية يلعب دورًا هامًا في تطور الحكاية، فالراوية دائمًا ما تخطئ سهوًا ودائمًا ما تختلط عليها الحقائق، فتحاول أن تصحح أقوالها تارة، ثم تناقض أقوالها تارة أخرى. وتتعلق أقوالها المغلوطة بمواضيع مختلفة من بينها تاريخ الفن، وحياتها الماضية، وتفاصيل منزلها، وحتى تاريخ اليوم الحالي. وهي على علم تام بقصور ذاكرتها، مما يضرم إحساس الشك بداخلها ويصيبها بقلق بالغ نرى أثاره واضحةً في اللوحة التي رسمتها في منزلها في بداية الحكاية.
وتيمنًا بالفيلسوف الذي تتقلد تلك الرواية اسمه، تلعب اللغة دورًا هامًا للغاية. فالراوية تشعر بوحدة موحشة لأنها لا تستطيع أن تتواصل مع أحد غير نفسها، رغم أنها تنقل أفكارها إلى القارئ بصفة أو بأخرى. كذلك تتناول الرواية قضية مرونة اللغة. فقد تحدثت كيت عن إحدى تراجم أعمال الروائي اليوناني يوربيديس إلى الإنجليزية وكيف تأثرت بشيكسبير، وبالمثل تناقش كيف تأثرت تراجم أعمال شيكسبير إلى اليونانية بيوربيديس.
أما السمة المحورية هنا فهي الوحدة. فقوام الرواية هي الراوية كيت، وهي تدون جميع الأفكار التي تخطر على بالها على آلتها الكاتبة في منزلها. ونادرًا ما تتناول أفكارها أي شخصية مغمورة واقعية بخلاف الأموات وأولئك الذين ابتعدوا عن حياتها.
وقد وصف ديفيد فوستر والاس الرواية بكونها مثالًا على الخيال الأدبي الجاد، وتحديدًا في تناولها فكرة السولبسية (أو وحدة الأنا، أي أنه لا وجود حقيقي لأي شئ غير الذات). فعلى ما يبدو أن كيت تظهر عليها أعراض متلازمة الإيمان بالذات، وبالأخص عند الاقتراب من نهاية الكتاب. فجل أحاسيسها بالقلق تأتي من شعورها بالوحدة، والخذلان، والخيانة، وذلك بالإضافة إلى اعتقادها بكون اللغة غير كافية للتعبير عن الأحداث التي تجري بداخل الذات.